# Antonio Serrat Seoane
Antonio Serrat Seoane (* 24. Januar 1995 in Vigo) ist ein spanischer Triathlet und Olympiateilnehmer (2024).

## Werdegang
2014 wurde Antonio Serrat Junioren-Vizeweltmeister Duathlon. 2020 wurde er Vizestaatsmeister auf der Triathlon-Sprintdistanz.
Im Juni 2021 belegte er bei der Triathlon-Europameisterschaft in Kitzbühel in der gemischten Staffel mit Sara Pérez, Tamara Gómez und Roberto Sánchez den neunten Rang. In der Gesamtwertung der ITU World Championship Series 2021 belegte Antonio Serrat als bester Spanier den achten Rang.

Im September wurde er Dritter bei der Triathlon-Europameisterschaft auf der olympischen Distanz in Valencia.
Bei der Europameisterschaft auf der olympischen Distanz belegte der 27-Jährige im August 2022 den 49. Rang. Im Juli 2023 wurde er Dritter auf der Kurzdistanz bei der Staatsmeisterschaft Triathlon.
Bei den Olympischen Sommerspielen 2024 belegte der 29-Jährige im August in Paris mit der spanischen Mannschaft im Staffel-Rennen den neunten Rang.
Im Juni 2025 wurde er Dritter bei der Weltmeisterschaft Duathlon.

## Sportliche Erfolge
| Datum/Jahr    | Rang | Wettbewerb                                     | Austragungsort | Zeit     | Bemerkung                                                                             |
| ------------- | ---- | ---------------------------------------------- | -------------- | -------- | ------------------------------------------------------------------------------------- |
| 14. Sep. 2024 | 4    | ITU Triathlon World Cup                        | Valencia       | 00:50:07 |                                                                                       |
| 5. Aug. 2024  | 9    | Olympische Sommerspiele 2024, Mixed Relay      | Paris          | 01:27:30 | in der gemischten Staffel mit Alberto González, Anna Godoy und Miriam Casillas García |
| 25. Mai 2024  | 22   | ITU World Championship Series 2024             | Cagliari       | 01:43:09 |                                                                                       |
| 24. März 2024 | 2    | ITU World Triathlon Cup \| Elite Men           | Hongkong       | 00:53:22 |                                                                                       |
| 1. Juli 2023  | 3    | ESP Triathlon National Championships           | A Coruña       | 01:41:31 |                                                                                       |
| 6. Nov. 2022  | 2    | ITU World Championship Series 2022             | Bermuda        | 01:49:45 |                                                                                       |
| 13. Aug. 2022 | 49   | ETU Triathlon European Championship            | München        | 01:49:15 | Europameisterschaft auf der olympischen Distanz                                       |
| 5. Nov. 2021  | 5    | ITU World Championship Series 2021             | Abu Dhabi      | 00:52:37 | als bester Spanier                                                                    |
| 25. Sep. 2021 | 3    | ETU Triathlon European Championships           | Valencia       | 01:41:41 | Europameisterschaft auf der olympischen Kurzdistanz                                   |
| 19. Juni 2021 | 2    | ETU Sprint Triathlon European Championships    | Kitzbühel      |          | Vizeeuropameister Triathlon Sprintdistanz                                             |
| 23. Aug. 2020 | 2    | ESP Sprint Triathlon National Championships    | Pontevedra     | 00:53:48 | Vizestaatsmeister hinter Fernando Alarza                                              |
| 21. Aug. 2021 | 8    | ITU World Championship Series 2021             | Edmonton       | 01:44:35 | Grand Final, Weltmeisterschaft                                                        |
| 2016          | 3    | ESP Triathlon National Championships           | Águilas        |          |                                                                                       |
| 24. Mai 2014  | 2    | ESP Triathlon National Championship Junior Men | Altafulla      | 00:58:24 | Junioren-Staatsmeisterschaft Sprintdistanz                                            |
| 23. Juni 2013 | 3    | ESP Triathlon National Championship Junior Men | Altafulla      | 00:58:44 |                                                                                       |

| Datum/Jahr    | Rang | Wettbewerb                                     | Austragungsort | Zeit     | Bemerkung                                                   |
| ------------- | ---- | ---------------------------------------------- | -------------- | -------- | ----------------------------------------------------------- |
| 21. Juni 2025 | 3    | ITU Duathlon World Championships               | Pontevedra     | 01:14:41 |                                                             |
| 31. Mai 2014  | 2    | ITU Duathlon World Championship Junior Men     | Pontevedra     | 00:54:32 | Junioren-Vizeweltmeister Duathlon, hinter Jacob Birtwhistle |
| 27. Apr. 2013 | 2    | ESP Triathlon National Championship Junior Men | Pontevedra     | 00:57:55 | Junioren-Staatsmeisterschaft Sprintdistanz                  |

(DNF – Did Not Finish)